# О’Кейн, Дин
Дин О’Кейн (англ. Dene O'Kane; 24 февраля 1963, Крайстчерч — 14 мая 2024, Окленд) — снукерист из Новой Зеландии.

## Карьера
О’Кейн дважды был четвертьфиналистом чемпионата мира (в 1987 и 1992 годах). Впервые выступил на чемпионате мира в 1985 году, проиграв Дэвиду Тейлору в первом раунде. Дин был финалистом турнира Hong Kong Open в 1989, но уступил Майку Халлетту со счётом 8:9.
О’Кейн впервые попал в Топ-32 в сезоне 1985/86, а в сезоне 1991/1992 достиг наилучшего для себя рейтинга — он был 18-м. Он оставался в Топ-32 до 1997 года включительно.

### Смерть
Умер в больнице Окленда, после падения в своём доме на острове Уаихеке 14 мая 2024 года. Ему был 61 год.

## Достижения в карьере

### Профессиональные турниры
- Чемпионат мира 1/4 финала — 1987, 1992
- Hong Kong Open финалист — 1989

### Любительские турниры
- IBSF World Masters Championship чемпион — 2004, 2005, 2008
- Чемпионат Океании победитель — 2005-2007